# Leichtathletik-U23-Europameisterschaften 2015
Die 10. Leichtathletik-U23-Europameisterschaften fanden vom 9. bis 12. Juli 2015 im Kadriorg-Stadion der estnischen Hauptstadt Tallinn statt.

## Teilnehmer
986 Sportler aus 46 Nationen waren gemeldet. Der Deutsche Leichtathletik-Verband (DLV) hatte 68, je 34 Athleten und Athletinnen, nominiert. Das estnischen Team bestand aus 20 Personen.

## Männer

### 100 m
| Platz | Athlet              | Land | Zeit (s)         |
| ----- | ------------------- | ---- | ---------------- |
| 1     | Giovanni Galbieri   | ITA  | 10,33 PB         |
| 2     | Denis Dimitrow      | BUL  | 10,34            |
| 3     | Guy-Elphège Anouman | FRA  | 10,39            |
| 4     | Hensley Paulina     | NED  | 10,40            |
| 5     | Dominik Kopeć       | POL  | 10,50            |
| 6     | Alexander Jelisejew | RUS  | 10,56            |
| 7     | Federico Cattaneo   | ITA  | 10,57            |
| 8     | Carlos Nascimento   | POR  | 10,58            |
| …     |                     |      |                  |
| …     | Patrick Domogala    | GER  | 10,75 Halbfinale |
| …     | Markus Fuchs        | AUT  | 10,96 Qualif.    |

Datum: 10. Juli
 Wind: 0,0 m/s

### 200 m
| Platz | Athlet            | Land | Zeit (s)      |
| ----- | ----------------- | ---- | ------------- |
| 1     | Karol Zalewski    | POL  | 20,49         |
| 2     | Leon Reid         | GBR  | 20,63         |
| 3     | Jan Jirka         | CZE  | 20,82         |
| 4     | Bastien Mouthon   | SUI  | 20,83         |
| 5     | Stuart Dutamby    | FRA  | 20,89         |
| 6     | Samuli Samuelsson | FIN  | 20,90         |
| 7     | Marcus Lawler     | IRL  | 20,94         |
| 8     | Giacomo Tortu     | ITA  | 21,12         |
| …     |                   |      |               |
| …     | Markus Fuchs      | AUT  | 21,99 Qualif. |

Datum: 11. Juli
Wind: +1,1 m/s

### 400 m
| Platz | Athlet             | Land | Zeit (s) |
| ----- | ------------------ | ---- | -------- |
| 1     | Thomas Jordier     | FRA  | 45,50 PB |
| 2     | Pawel Iwaschko     | RUS  | 45,73    |
| 3     | Luka Janežič       | SLO  | 45,73    |
| 4     | Davide Re          | ITA  | 46,37    |
| 5     | Alexander Gladitz  | GER  | 46,42    |
| 6     | Patrik Šorm        | CZE  | 46,60    |
| 7     | Ludvy Vaillant     | FRA  | 47,04    |
| 8     | Robin Vanderbemden | BEL  | 47,20    |

Datum: 11. Juli

### 800 m
| Platz | Athlet             | Land | Zeit (min)      |
| ----- | ------------------ | ---- | --------------- |
| 1     | Artur Kuciapski    | POL  | 1:48,11         |
| 2     | Saúl Ordóñez       | ESP  | 1:48,23         |
| 3     | Žan Rudolf         | SLO  | 1:48,47         |
| 4     | Dennis Krüger      | GER  | 1:48,62         |
| 5     | Andreas Roth       | NOR  | 1:48,64         |
| 6     | Karl Griffin       | IRL  | 1:48,79         |
| 7     | Daniel Andújar     | ESP  | 1:49,14         |
| 8     | Mark English       | IRL  | 1:50,42         |
| …     |                    |      |                 |
| …     | Nikolaus Franzmair | AUT  | 1:51,62 Qualif. |

Datum: 12. Juli

### 1500 m
| Platz | Athlet               | Land | Zeit (min)      |
| ----- | -------------------- | ---- | --------------- |
| 1     | Marc Alcalá          | ESP  | 3:44,54         |
| 2     | Mohad Abdikadar      | ITA  | 3:44,91         |
| 3     | Neil Gourley         | GBR  | 3:45,04         |
| 4     | Joao Bussotti        | ITA  | 3:45,10         |
| 5     | Andi Noot            | EST  | 3:45,41         |
| 6     | Soufiane El Kabbouri | ITA  | 3:45,49         |
| 7     | Cameron Boyek        | GBR  | 3:45,74         |
| 8     | Richard Douma        | NED  | 3:56,29         |
| …     |                      |      |                 |
| 11    | Marius Probst        | GER  | 3:47,50         |
| …     | Nikolaus Franzmair   | AUT  | 3:49,88 Qualif. |
| …     | Sebastian Fischbach  | AUT  | 3:53,46 Qualif. |

Datum: 11. Juli

### 5000 m
| Platz | Athlet              | Land | Zeit (min)  |
| ----- | ------------------- | ---- | ----------- |
| 1     | Ali Kaya            | TUR  | 13:20,16    |
| 2     | Isaac Kimeli        | BEL  | 13:54,33    |
| 3     | Carlos Mayo         | ESP  | 13:55,19    |
| 4     | Samuele Dini        | ITA  | 13:56,65    |
| 5     | Mykola Nyzhnyk      | UKR  | 13:57,47 PB |
| 6     | Jonathan Davies     | GBR  | 13:58,44    |
| 7     | Alexandre Saddedine | FRA  | 14:01,33    |
| 8     | Yassine Rachik      | ITA  | 14:05,00    |

Datum: 11. Juli

### 10.000 m
| Platz | Athlet           | Land | Zeit (min)  |
| ----- | ---------------- | ---- | ----------- |
| 1     | Ali Kaya         | TUR  | 27:53,38    |
| 2     | Michail Strelkow | RUS  | 28:53,94 PB |
| 3     | Yassine Rachik   | ITA  | 28:53,99 SB |
| 4     | Bart van Nunen   | NED  | 28:59,90 PB |
| 5     | Damke Teshala    | ISR  | 29:10,86    |
| 6     | Marc Scott       | GBR  | 29:21,99    |
| 7     | Dominik Notz     | GER  | 29:24,63 PB |
| 8     | Jaime Escriche   | ESP  | 29:26,84 PB |

Datum: 9. Juli

### 20 km Gehen
| Platz | Athlet               | Land | Zeit (h)   |
| ----- | -------------------- | ---- | ---------- |
| 1     | Nikolai Markow       | RUS  | 1:23:49    |
| 2     | Álvaro Martín        | ESP  | 1:24:51    |
| 3     | Pawel Parschin       | RUS  | 1:25:26    |
| 4     | Vito Minei           | ITA  | 1:25:46 PB |
| 5     | Francisco José Duran | ESP  | 1:26:19    |
| 6     | Nils Brembach        | GER  | 1:26:30    |
| 7     | Aurélien Quinion     | FRA  | 1:26:41    |
| 8     | Kirill Frolow        | RUS  | 1:27:13    |
| …     |                      |      |            |
| 13    | Jonathan Hilbert     | GER  | 1:30:25    |

Datum: 10. Juli

### 110 m Hürden
| Platz | Athlet                 | Land | Zeit (s)      |
| ----- | ---------------------- | ---- | ------------- |
| 1     | David Omoregie         | GBR  | 13,63         |
| 2     | Javier Colomo          | ESP  | 13,73 PB      |
| 3     | Lorenzo Perini         | ITA  | 13,86 SB      |
| 4     | David King             | GBR  | 13,90         |
| 5     | Brahian Peña           | SUI  | 13,90 PB      |
| 6     | Elmo Lakka             | FIN  | 14,03         |
| 7     | Nicolas Borome         | FRA  | 14,05         |
| 8     | Valdó Szűcs            | HUN  | 14,13         |
| …     |                        |      |               |
| …     | Rene Jonathan Mählmann | GER  | 14,11 Qualif. |
| …     | Maurus Meyer           | SUI  | 14,33 Qualif. |
| …     | Sebastian Barth        | GER  | DNF Qualif.   |

Datum: 11. Juli
 Wind: −1,5 m/s

### 400 m Hürden
| Platz | Land                   | Athlet | Zeit (min)    |
| ----- | ---------------------- | ------ | ------------- |
| 1     | Patryk Dobek           | POL    | 48,84 PB      |
| 2     | Jussi Kanervo          | FIN    | 49,66 PB      |
| 3     | Nicolai Hartling       | DEN    | 50,02 NR      |
| 4     | Oleg Mironow           | RUS    | 50,07 SB      |
| 5     | Alexander Skorobogatko | RUS    | 50,09 SB      |
| 6     | Oskari Mörö            | FIN    | 50,27         |
| 7     | Máté Koroknai          | HUN    | 50,44 SB      |
| 8     | Sergio Fernández       | ESP    | 66,32         |
| …     |                        |        |               |
| …     | Thomas Kain            | AUT    | 51,26 Qualif. |

Datum: 12. Juli

### 3000 m Hindernis
| Platz | Land              | Athlet | Zeit (min) |
| ----- | ----------------- | ------ | ---------- |
| 1     | Mitko Zenow       | BUL    | 8:37,79    |
| 2     | Wiktor Bacharew   | RUS    | 8:40,75    |
| 3     | Osama Zoghlami    | ITA    | 8:42,00    |
| 4     | Ala Zoghlami      | ITA    | 8:42,85    |
| 5     | Italo Quazzola    | ITA    | 8:46,27 PB |
| 6     | Alberts Blajs     | LAT    | 8:47,97 PB |
| 7     | Miguel Borges     | POR    | 8:49,08 PB |
| 8     | Djilali Bedrani   | FRA    | 8:50,99    |
| 9     | Philipp Reinhardt | GER    | 8:51,30    |
| 10    | Osman Junuzovic   | BIH    | 8:52,11    |
| 11    | Konstantin Wedel  | GER    | 8:53,87    |

Datum: 12. Juli

### 4 × 100 m Staffel
| Platz | Land        | Athleten                                                                 | Zeit (s)      |
| ----- | ----------- | ------------------------------------------------------------------------ | ------------- |
| 1     | Frankreich  | Guy-Elphège Anouman Méba-Mickaël Zézé Ken Romain Stuart Dutamby          | 39,36         |
| 2     | Tschechien  | Marcel Kadlec Michal Desenský Jan Jirka Zdeněk Stromšík                  | 39,38         |
| 3     | Russland    | Aleksandr Jelisejew Dmitrij Sytschew Denis Ogarkow Kirill Tschernuchin   | 39,45 NUR     |
| 4     | Rumänien    | Ioan Pitigoi Alexandru Terpezan Ionuț Neagoe Daniel Budin                | 39,77 NUR     |
| 5     | Irland      | Jonathon Browning Eanna Madden Kieran Elliott Marcus Lawler              | 39,89 NUR     |
| 6     | Norwegen    | Jonas Tapani Halonen Joachim Sandberg Håkon Morken Salum Ageze Kashafali | 40,04 NUR     |
|       | Niederlande | Rik Jansen Simon Blok Marvin Douma Hensley Paulina                       | DQ            |
|       | Schweden    | Adam Denguir Chris Brusenback Jan Wocalewski Jakob Lindbom               | DNF           |
| …     |             |                                                                          |               |
| …     | Schweiz     | Yanier Bello Silvan Wicki Bastien Mouthon Brahian Peña                   | 40,61 Qualif. |
| …     | Deutschland | Bastian Heber Raphael Müller Maximilian Ruth Kai Alexander Sparenberg    | DQ Qualif.    |

Datum: 12. Juli

### 4 × 400 m Staffel
| Platz | Land        | Athleten                                                                      | Zeit (min)  |
| ----- | ----------- | ----------------------------------------------------------------------------- | ----------- |
| 1     | Frankreich  | Ludvy Vaillant Alexandre Divet Nicolas Courbière Thomas Jordier               | 3:04,92 NUR |
| 2     | Polen       | Kajetan Duszyński Patryk Dobek Bartłomiej Chojnowski Karol Zalewski           | 3:05,35     |
| 3     | Deutschland | Jakob Krempin Alexander Gladitz Torben Junker Marc Koch                       | 3:05,97     |
| 4     | Tschechien  | Albert Holibka Michal Desenský Michal Tlustý Patrik Šorm                      | 3:07,27     |
| 5     | Ukraine     | Oleksij Mazkewytsch Oleksij Posdnjakow Maksym Ljabin Danylo Danylenko         | 3:09,14     |
| 6     | Norwegen    | Joachim Sandberg Simen Sigurdsen Håkon Solli Henriksen Torbjørn Fossum Heldal | 3:09,66 NUR |
|       | Russland    | Artjom Denmuchametow Nikita Poljakow Andrei Tschernyschow Pawel Iwaschko      | DSQ         |

Datum: 12. Juli

### Hochsprung
| Platz | Athlet           | Land | Höhe (m)     |
| ----- | ---------------- | ---- | ------------ |
| 1     | Ilja Iwanjuk     | RUS  | 2,30 PB      |
| 2     | Dmitriy Kroyter  | ISR  | 2,24 SB      |
| 3     | Chris Kandu      | GBR  | 2,21 SB      |
| 4     | Eugenio Meloni   | ITA  | 2,21 PB      |
| 5     | Péter Bakosi     | HUN  | 2,21 SB      |
| 6     | Michail Akimenko | RUS  | 2,18         |
| 7     | Tichomir Iwanow  | BUL  | 2,21         |
| 8     | Tobias Potye     | GER  | 2,18         |
| …     |                  |      |              |
| …     | Torsten Sanders  | GER  | 2,15 Qualif. |
| …     | Loïc Gasch       | SUI  | 2,10 Qualif. |
| …     | David Nopper     | GER  | 2,10 Qualif. |

Datum: 11. Juli

### Stabhochsprung
| Platz | Athlet                | Land | Höche (m)    |
| ----- | --------------------- | ---- | ------------ |
| 1     | Robert Renner         | SLO  | 5,55 NUR     |
| 2     | Leonid Kobelew        | RUS  | 5,55 PB      |
| 3     | Adrián Vallés         | ESP  | 5,50         |
| 4     | Eirik Greibrokk Dolve | NOR  | 5,40         |
| 5     | Ivan Horvat           | CRO  | 5,40         |
| 5     | Didac Salas           | ESP  | 5,40 =SB     |
| 7     | Arnaud Art            | BEL  | 5,30         |
| 8     | Menno Vloon           | NED  | 5,30         |
| …     |                       |      |              |
| …     | Lukas Wirth           | AUT  | 5,00 Qualif. |

Datum: 11. Juli

### Weitsprung
| Platz | Athlet               | Land | Weite (m) |
| ----- | -------------------- | ---- | --------- |
| 1     | Fabian Heinle        | GER  | 8,14      |
| 2     | Radek Juška          | CZE  | 8,00      |
| 3     | Batschana Chorawa    | GEO  | 7,97 NUR  |
| 4     | Benjamin Gföhler     | SUI  | 7,93 NUR  |
| 5     | Benjamin Gabrielsen  | DEN  | 7,73 PB   |
| 6     | Andreas Trajkovski   | DEN  | 7,71 =SB  |
| 7     | Muammer Demir        | TUR  | 7,65 PB   |
| 8     | Aliaksei Chyhareuski | BLR  | 7,57      |
| …     |                      |      |           |
| 11    | Christopher Ullmann  | SUI  | 7,31      |

Datum: 10. Juli

### Dreisprung
| Platz | Athlet                  | Land | Weite (m) |
| ----- | ----------------------- | ---- | --------- |
| 1     | Dmitrij Tschischikow    | RUS  | 17,05     |
| 2     | Georgi Zonow            | BUL  | 16,77 PB  |
| 3     | Ilja Potapzew           | RUS  | 16,46     |
| 4     | Lascha Torghwaidse      | GEO  | 16,33     |
| 5     | Tomáš Veszelka          | SVK  | 16,31 NUR |
| 6     | Alexandro Ionu Mitirica | ROU  | 16,07 PB  |
| 7     | Simo Lipsanen           | FIN  | 16,02     |
| 8     | Lewon Aghasjan          | ARM  | 15,88     |
| …     |                         |      |           |
| 12    | Marcel Kornhardt        | GER  | 15,40     |

Datum: 12. Juli

### Kugelstoßen
| Platz | Athlet              | Land | Weite (m) |
| ----- | ------------------- | ---- | --------- |
| 1     | Filip Mihaljević    | CRO  | 19,35     |
| 2     | Bob Bertemes        | LUX  | 19,29     |
| 3     | Andrzej Regin       | POL  | 19,08 PB  |
| 4     | Mesud Pezer         | BIH  | 18,98     |
| 5     | Dennis Lewke        | GER  | 18,97     |
| 6     | Nikolaos Skarvelis  | GRE  | 18,96     |
| 7     | Jaromír Mazgal      | CZE  | 18,78 PB  |
| 8     | Bodo Göder          | GER  | 18,74     |
| …     |                     |      |           |
| 11    | Jan Josef Jeuschede | GER  | 17,98     |

Datum: 12. Juli

### Diskuswurf
| Platz | Athlet                   | Land | Weite (m) |
| ----- | ------------------------ | ---- | --------- |
| 1     | Alin Alexandru Firfirică | ROU  | 60,64     |
| 2     | Wojciech Praczyk         | POL  | 58,96     |
| 3     | Róbert Szikszai          | HUN  | 58,82     |
| 4     | Filip Mihaljević         | CRO  | 58,76     |
| 5     | Simon Pettersson         | SWE  | 58,08     |
| 6     | Paweł Pasiński           | POL  | 57,08     |
| 7     | Damian Kamiński          | POL  | 57,07     |
| 8     | János Káplár             | HUN  | 56,21     |
| 9     | Sebastian Scheffel       | GER  | 55,51     |

Datum: 10. Juli

### Hammerwurf
| Platz | Athlet               | Land | Weite (m) |
| ----- | -------------------- | ---- | --------- |
| 1     | Nick Miller          | GBR  | 74,46     |
| 2     | Waleri Pronkin       | RUS  | 74,29     |
| 3     | Bence Pásztor        | HUN  | 74,06     |
| 4     | Michalis Anastasakis | GRE  | 71,64     |
| 5     | Juho Saarikoski      | FIN  | 70,94     |
| 6     | Jesse Lehto          | FIN  | 70,05     |
| 7     | Serhij Reheda        | UKR  | 69,42     |
| 8     | Arkadiusz Rogowski   | POL  | 68,92     |

Datum: 10. Juli
Der ursprünglich Sechstplatzierte Weißrusse Juryj Wassiltschanka wurde nachträglich wegen eines positiven Dopingtests disqualifiziert.

### Speerwurf
| Platz | Athlet                | Land | Weite (m) |
| ----- | --------------------- | ---- | --------- |
| 1     | Kacper Oleszczuk      | POL  | 82,29 PB  |
| 2     | Maksym Bohdan         | UKR  | 81,08     |
| 3     | Bernhard Seifert      | GER  | 80,57 SB  |
| 4     | Johannes Vetter       | GER  | 79,78     |
| 5     | Julian Weber          | GER  | 79,31     |
| 6     | Paraskevás Batzávalis | GRE  | 78,43     |
| 7     | Janis Griva           | LAT  | 76,34     |
| 8     | Joni Karvinen         | FIN  | 74,10     |

Datum: 12. Juli

### Zehnkampf
| Platz | Athlet             | Land | Punkte  |
| ----- | ------------------ | ---- | ------- |
| 1     | Pieter Braun       | NED  | 8195    |
| 2     | Jorge Ureña        | ESP  | 7983 PB |
| 3     | Janek Õiglane      | EST  | 7945 PB |
| 4     | Aleksei Krawzow    | RUS  | 7885    |
| 5     | Fredrik Samuelsson | SWE  | 7884 PB |
| 6     | Jewgenij Lichanow  | RUS  | 7806    |
| 7     | Elmo Savola        | FIN  | 7743 PB |
| 8     | Basile Rolnin      | FRA  | 7679 PB |
| …     |                    |      |         |
| 11    | Jan Deuber         | SUI  | 6810    |
| …     | Tim Novak          | GER  | DNF     |

Datum: 12. Juli

## Frauen

### 100 m
| Platz | Athletin            | Land | Zeit (s)     |
| ----- | ------------------- | ---- | ------------ |
| 1     | Rebekka Haase       | GER  | 11,47        |
| 2     | Alexandra Burghardt | GER  | 11,54        |
| 3     | Stella Akakpo       | FRA  | 11,55        |
| 4     | Naomi Sedney        | NED  | 11,62        |
| 5     | Anasztázia Nguyen   | HUN  | 11,75        |
| 6     | Irene Siragusa      | ITA  | 11,75        |
| 7     | Milja Thureson      | FIN  | 11,79        |
| 8     | Agata Forkasiewicz  | POL  | 11,98        |
| …     |                     |      |              |
| …     | Salomé Kora         | SUI  | 12,07 Qualif |

### 200 m
| Platz | Athletin          | Land | Zeit (s)  |
| ----- | ----------------- | ---- | --------- |
| 1     | Rebekka Haase     | GER  | 23,16     |
| 2     | Anna-Lena Freese  | GER  | 23,22 PB  |
| 3     | Brigitte Ntiamoah | FRA  | 23,49     |
| 4     | Tessa van Schagen | NED  | 23,59     |
| 5     | Zofia Wróblewska  | POL  | 23,76 =PB |
| 6     | Sarah Atcho       | SUI  | 23,85     |
| 7     | Charlène Keller   | SUI  | 23,87 SB  |
| 8     | Daniella Busk     | SWE  | 24,07     |

### 400 m
| Platz | Athletin               | Land | Zeit (s)  |
| ----- | ---------------------- | ---- | --------- |
| 1     | Bianca Răzor           | ROU  | 51,31 =PB |
| 2     | Jekaterina Renschina   | RUS  | 51,51 PB  |
| 3     | Patrycja Wyciszkiewicz | POL  | 51,63     |
| 4     | Seren Bundy-Davies     | GBR  | 52,26     |
| 5     | Kirsten McAslan        | GBR  | 52,33     |
| 6     | Laura Müller           | GER  | 52,45     |
| 7     | Martyna Dąbrowska      | POL  | 52,65     |
| 8     | Cynthia Bolingo Mbongo | BEL  | 52,82     |

### 800 m
| Platz | Athletin              | Land | Zeit (min)     |
| ----- | --------------------- | ---- | -------------- |
| 1     | Rénelle Lamote        | FRA  | 2:00,19        |
| 2     | Anastassija Tkatschuk | UKR  | 2:00,43        |
| 3     | Christina Hering      | GER  | 2:00,88 PB     |
| 4     | Adelle Tracey         | GBR  | 2:01,66        |
| 5     | Anna Silvander        | SWE  | 2:02,53 PB     |
| 6     | Katie Snowden         | GBR  | 2:03,45        |
| 7     | Adelina Elena Tanasie | ROU  | 2:03,92 PB     |
| 8     | Syntia Ellward        | POL  | 2:04,42        |
| …     |                       |      |                |
| …     | Carina Schrempf       | AUT  | 2:06,08 Qualif |

### 1500 m
| Platz | Athletin               | Land | Zeit (min) |
| ----- | ---------------------- | ---- | ---------- |
| 1     | Amela Terzić           | SRB  | 4:04,77 NR |
| 2     | Sofia Ennaoui          | POL  | 4:04,90 PB |
| 3     | Natalija Pryschtschepa | UKR  | 4:06,29 PB |
| 4     | Rhianwedd Price        | GBR  | 4:10,25    |
| 5     | Anastasija Kalina      | RUS  | 4:10,64    |
| 6     | Marta Pen              | POR  | 4:10,98 PB |
| 7     | Marta Pérez            | ESP  | 4:14,21 PB |
| 8     | Hanna Klein            | GER  | 4:16,01    |
| …     |                        |      |            |
| 11    | Molly Renfer           | SUI  | 4:18,36    |

### 5000 m
| Platz | Athletin               | Land | Zeit (min)   |
| ----- | ---------------------- | ---- | ------------ |
| 1     | Liv Westphal           | FRA  | 15:30,61 NUR |
| 2     | Louise Carton          | BEL  | 15:32,75 NUR |
| 3     | Wiktorija Kaljuschna   | UKR  | 15:38,38 NUR |
| 4     | Monica Madalina Florea | ROU  | 15:38,45 PB  |
| 5     | Calli Thackery         | GBR  | 15:47,71     |
| 6     | Bethan Knights         | GBR  | 15:51,49 PB  |
| 7     | Nina Sawina            | BLR  | 15:54,97 PB  |
| 8     | Jelizaweta Pachomowa   | RUS  | 15:57,26 PB  |
| …     |                        |      |              |
| 13    | Carolin Kirtzel        | GER  | 16:05,91     |

### 10.000 m
| Platz | Athletin               | Land | Zeit (min)  |
| ----- | ---------------------- | ---- | ----------- |
| 1     | Jip Vastenburg         | NED  | 32:18,69    |
| 2     | Rhona Auckland         | GBR  | 32:22,79 PB |
| 3     | Alice Wright           | GBR  | 32:46,57 PB |
| 4     | Monica Madalina Florea | ROU  | 32:55,08 PB |
| 5     | Nina Sawina            | BLR  | 33:37,99    |
| 6     | Emine Hatun Tuna       | TUR  | 34:10,06    |
| 7     | Rebecca Straw          | GBR  | 34:11,69    |
| 8     | Miliza Mirtschewa      | BUL  | 34:13,36    |
| 9     | Sevilay Eytemiş        | TUR  | 34:16,21    |
| 10    | Isabell Teegen         | GER  | 34:36,91    |

### 20 km Gehen
| Platz | Athlet                    | Land | Zeit (h)   |
| ----- | ------------------------- | ---- | ---------- |
| 1     | Marija Ponomarjowa        | RUS  | 1:27:17 PB |
| 2     | Anežka Drahotová          | CZE  | 1:27:25    |
| 3     | Ljudmyla Oljanowska       | UKR  | 1:28:41    |
| 4     | Laura García-Caro         | ESP  | 1:31:52    |
| 5     | Nadeschda Sergejewa       | RUS  | 1:32:13 PB |
| 6     | Darjia Balkunez           | BLR  | 1:32:36 PB |
| 7     | Mariavittoria Becchetti   | ITA  | 1:36:33    |
| 8     | Wiktoryja Raschtschupkina | BLR  | 1:37:14    |

### 100 m Hürden
| Platz | Athletin              | Land | Zeit (s)         |
| ----- | --------------------- | ---- | ---------------- |
| 1     | Noemi Zbären          | SUI  | 12,71 PB         |
| 2     | Karolina Kołeczek     | POL  | 12,92            |
| 3     | Nadine Visser         | NED  | 13,01            |
| 4     | Franziska Hofmann     | GER  | 13,17 SB         |
| 5     | Anastasija Nikolajewa | RUS  | 13,33            |
| 6     | Eefje Boons           | NED  | 13,35            |
| 7     | Ricarda Lobe          | GER  | 13,52            |
| 8     | Lilla Juhász          | HUN  | 13,56            |
| …     |                       |      |                  |
| …     | Monika Zapalska       | GER  | 13,71 Halbfinale |
| …     | Eva Wimberger         | AUT  | 13,78 Halbfinale |
| …     | Eveline Rebsamen      | SUI  | 14,28 Qualif     |
| …     | Majella Hauri         | SUI  | 14,32 Qualif     |

### 400 m Hürden
| Platz | Athletin              | Land | Zeit (s)  |
| ----- | --------------------- | ---- | --------- |
| 1     | Elise Malmberg        | SWE  | 55,88 PB  |
| 2     | Stina Troest          | DEN  | 56,01     |
| 3     | Aurélie Chaboudez     | FRA  | 56,04     |
| 4     | Shona Richards        | GBR  | 56,05 PB  |
| 5     | Amalie Iuel           | NOR  | 56,36 NUR |
| 6     | Olena Kolesnytschenko | UKR  | 56,83 SB  |
| 7     | Anastassija Lebid     | UKR  | 57,58     |
| 8     | Jackie Baumann        | GER  | 58,14     |

### 3000 m Hindernis
| Platz | Athletin            | Land | Zeit (min)      |
| ----- | ------------------- | ---- | --------------- |
| 1     | Tuğba Güvenç        | TUR  | 9:36,14         |
| 2     | Maëva Danois        | FRA  | 9:40,89 NUR     |
| 3     | Emma Oudiou         | FRA  | 9:44,74 PB      |
| 4     | Camilla Richardsson | FIN  | 9:46,34 PB      |
| 5     | Maruša Mišmaš       | SLO  | 9:52,03         |
| 6     | Maya Rehberg        | GER  | 9:56,25 SB      |
| 7     | Jekaterina Iwonina  | RUS  | 9:58,95         |
| 8     | Iona Lake           | GBR  | 9:59,83         |
| …     |                     |      |                 |
| 13    | Cornelia Griesche   | GER  | 10:05,47        |
| …     | Julia Millonig      | AUT  | 10:38.35 Qualif |

### 4 × 100 m Staffel
| Platz | Land        | Athletinnen                                                              | Zeit (s)  |
| ----- | ----------- | ------------------------------------------------------------------------ | --------- |
| 1     | Deutschland | Amelie-Sophie Lederer Alexandra Burghardt Rebekka Haase Anna-Lena Freese | 43,47     |
| 2     | Italien     | Martina Favaretto Irene Siragusa Anna Bongiorni Johanelis Herrera Abreu  | 44,06     |
| 3     | Schweiz     | Lena Weiss Sarah Atcho Charlène Keller Noemi Zbären                      | 44,24 NUR |
| 4     | NED         | Sacha van Agt Tessa van Schagen Naomi Sedney Eefje Boons                 | 44,46     |
| 5     | Polen       | Agata Forkasiewicz Kamila Ciba Katarzyna Sokólska Karolina Zagajewska    | 44,54     |
| 6     | Tschechien  | Lucie Domská Karolína Hlavatá Martina Hofmanová Lucie Koudelová          | 44,91     |
| 7     | Schweden    | Jessica Östlund Matilda Hellqvist Daniella Busk Caroline Larsson         | 44,96     |
|       | Irland      | Sarah McCarthy Cliodhna Manning Sarah Lavin Phil Healy                   | DNF       |

 Sina Mayer Ersatzläuferin

### 4 × 400 m Staffel
| Platz | Land                   | Athletinnen                                                                      | Zeit (min)  |
| ----- | ---------------------- | -------------------------------------------------------------------------------- | ----------- |
| 1     | Vereinigtes Königreich | Seren Bundy-Davies Zoey Clark Victoria Ohuruogu Kirsten McAslan                  | 3:30,07 NUR |
| 2     | Polen                  | Małgorzata Curyło Martyna Dąbrowska Adrianna Janowicz Patrycja Wyciszkiewicz     | 3:30,24     |
| 3     | RUS                    | Jana Glotowa Julija Spiridonowa Tatjana Sotowa Jekaterina Renschina              | 3:30,78     |
| 4     | Deutschland            | Laura Müller Luisa Valeske Anna-Sophie Bellerich Christina Hering                | 3:32,01     |
| 5     | Ukraine                | Wiktorija Tkatschuk Anastassija Tkatschuk Olena Kolesnytschenko Kateryna Klymjuk | 3:32,86     |
| 6     | Italien                | Ilenia Vitale Joyce Mattagliano Giulia Teruzzi Valentina Cavalleri               | 3:43,87 SB  |
|       | Österreich             | Alexandra Toth Verena Preiner Ivona Dadic Carina Schrempf                        | DSQ         |
|       | Frankreich             | Déborah Sananes Brigitte Ntiamoah Laura Chantrayne Aurélie Chaboudez             | DSQ         |

### Hochsprung
| Platz | Athletin               | Land | Höhe (m)    |
| ----- | ---------------------- | ---- | ----------- |
| 1     | Alessia Trost          | ITA  | 1,90        |
| 2     | Nafissatou Thiam       | BEL  | 1,87        |
| 3     | Iryna Heraschtschenko  | UKR  | 1,87        |
| 4     | Jossie Graumann        | GER  | 1,84        |
| 5     | Aneta Rydz             | POL  | 1,84 =SB    |
| 6     | Desirée Rossit         | ITA  | 1,84        |
| 7     | Leontia Kallenou       | CYP  | 1,81        |
| 7     | Julija Tschumatschenko | UKR  | 1,81        |
| …     |                        |      |             |
| 11    | Imke Onnen             | GER  | 1,76        |
| 13    | Alexandra Plaza        | GER  | 1,79 Qualif |
| 22    | Livia Odermatt         | SUI  | 1,75 Qualif |

### Stabhochsprung
| Platz | Athletin              | Land | Höhe (m)    |
| ----- | --------------------- | ---- | ----------- |
| 1     | Angelica Bengtsson    | SWE  | 4,55        |
| 2     | Michaela Meijer       | SWE  | 4,50        |
| 3     | Natalja Demidenko     | RUS  | 4,35 SB     |
| 4     | Femke Pluim           | NED  | 4,25        |
| 4     | Kira Grünberg         | AUT  | 4,25        |
| 4     | Iryna Jakalzewitsch   | BLR  | 4,25 NUR    |
| 7     | Anjuli Knäsche        | GER  | 4,15        |
| 7     | Lilli Schnitzerling   | GER  | 4,15        |
| 7     | Ninon Guillon-Romarin | FRA  | 4,15        |
| …     |                       |      |             |
| 18    | Jasmine Moser         | SUI  | 4,00 Qualif |
| 19    | Mélanie Fasel         | SUI  | 3,85 Qualif |
| 29    | Angela Metzger        | SUI  | 3,70 Qualif |

### Weitsprung
| Platz | Athletin          | Land | Weite (m)   |
| ----- | ----------------- | ---- | ----------- |
| 1     | Malaika Mihambo   | GER  | 6,73        |
| 2     | Jazmin Sawyers    | GBR  | 6,71 PB     |
| 3     | Alina Rotaru      | ROU  | 6,69        |
| 4     | Khaddi Sagnia     | SWE  | 6,64        |
| 5     | Lena Malkus       | GER  | 6,64        |
| 6     | Maryna Bech       | UKR  | 6,50        |
| 7     | Martha Traoré     | DEN  | 6,45 NUR    |
| 8     | Nadia Akpana Assa | NOR  | 6,42        |
| 9     | Annika Gärtz      | GER  | 6,41        |
| …     |                   |      |             |
| 18    | Fatim Affessi     | SUI  | 6,04 Qualif |

### Dreisprung
| Platz | Athletin              | Land | Weite (m) |
| ----- | --------------------- | ---- | --------- |
| 1     | Dovilė Dzindzaletaitė | LTU  | 14,23 NR  |
| 2     | Elena Panțuroiu       | ROU  | 14,13 PB  |
| 3     | Tetjana Ptaschkina    | UKR  | 14,05     |
| 4     | Dariya Derkach        | ITA  | 13,88     |
| 5     | Rouguy Diallo         | FRA  | 13,77     |
| 6     | Darja Nidbajkina      | RUS  | 13,59     |
| 7     | Ottavia Cestonaro     | ITA  | 13,34 SB  |
| 8     | Silvia La Tella       | ITA  | 13,34 PB  |

### Kugelstoßen
| Platz | Athletin            | Land | Weite (m)   |
| ----- | ------------------- | ---- | ----------- |
| 1     | Wiktoryja Kolb      | BLR  | 17,47 EL PB |
| 2     | Shanice Craft       | GER  | 17,29 SB    |
| 3     | Sara Gambetta       | GER  | 16,99 PB    |
| 4     | Fanny Roos          | SWE  | 16,73       |
| 5     | Anna Wloka          | POL  | 16,59 SB    |
| 6     | Jolien Boumkwo      | BEL  | 16,47 NUR   |
| 7     | Angelika Kalinowska | POL  | 16,26 PB    |
| 8     | Kätlin Piirimäe     | EST  | 16,04       |

### Diskuswurf
| Platz | Athletin             | Land | Weite (m) |
| ----- | -------------------- | ---- | --------- |
| 1     | Shanice Craft        | GER  | 63,83 SB  |
| 2     | Anna Rüh             | GER  | 61,27     |
| 3     | Kristin Pudenz       | GER  | 59,94     |
| 4     | Daria Zabawska       | POL  | 59,06     |
| 5     | Natalja Schirobokowa | RUS  | 57,55     |
| 6     | Lidia Augustyniak    | POL  | 54,75     |
| 7     | Karolina Makul       | POL  | 52,75     |
| 8     | Heini Järventausta   | FIN  | 51,24     |

### Hammerwurf
| Platz | Athletin            | Land | Weite (m) |
| ----- | ------------------- | ---- | --------- |
| 1     | Alexandra Tavernier | FRA  | 72,50     |
| 2     | Alena Sobalewa      | BLR  | 71,20     |
| 3     | Malwina Kopron      | POL  | 68,57     |
| 4     | Alexia Sedykh       | FRA  | 67,37     |
| 5     | Fruzsina Fertig     | HUN  | 65,73     |
| 6     | Charlene Woitha     | GER  | 64,34     |
| 7     | Iryna Klymez        | UKR  | 64,28     |
| 8     | Jelisaweta Zarjowa  | RUS  | 63,47     |

### Speerwurf
| Platz | Athletin          | Land | Weite (m)    |
| ----- | ----------------- | ---- | ------------ |
| 1     | Christin Hussong  | GER  | 65,60 CR NUR |
| 2     | Kateryna Derun    | UKR  | 58,60 SB     |
| 3     | Liveta Jasiūnaitė | LTU  | 55,77 SB     |
| 4     | Sigrid Borge      | NOR  | 55,72 PB     |
| 5     | Arantza Moreno    | ESP  | 55,32        |
| 6     | Lidia Parada      | ESP  | 54,09        |
| 7     | Marija Vučenović  | SRB  | 53,82 SB     |
| 8     | Tazzjana Korsch   | BLR  | 52,54        |
| …     |                   |      |              |
| 18    | Christine Winkler | GER  | 48,71 Qualif |

### Siebenkampf
| Platz | Athletin        | Land | Punkte  |
| ----- | --------------- | ---- | ------- |
| 1     | Xénia Krizsán   | HUN  | 6303 SB |
| 2     | Ljubow Tkatsch  | RUS  | 6055    |
| 3     | Ivona Dadic     | AUT  | 6033 NR |
| 4     | Verena Preiner  | AUT  | 5840 PB |
| 5     | Grete Šadeiko   | EST  | 5813 PB |
| 6     | Lucia Mokrášová | SVK  | 5784 SB |
| 7     | Elodie Jakob    | SUI  | 5746 PB |
| 8     | Jutta Heikkinen | FIN  | 5715 PB |

## Medaillenspiegel
| Medaillenspiegel (Stand nach 44 Entscheidungen) | Medaillenspiegel (Stand nach 44 Entscheidungen) | Medaillenspiegel (Stand nach 44 Entscheidungen) | Medaillenspiegel (Stand nach 44 Entscheidungen) | Medaillenspiegel (Stand nach 44 Entscheidungen) | Medaillenspiegel (Stand nach 44 Entscheidungen) |
| Platz                                           | Land                                            | Gold                                            | Silber                                          | Bronze                                          | Gesamt                                          |
| ----------------------------------------------- | ----------------------------------------------- | ----------------------------------------------- | ----------------------------------------------- | ----------------------------------------------- | ----------------------------------------------- |
| 01                                              | Deutschland                                     | 7                                               | 4                                               | 5                                               | 16                                              |
| 02                                              | Frankreich                                      | 6                                               | 1                                               | 5                                               | 12                                              |
| 03                                              | Russland                                        | 4                                               | 7                                               | 5                                               | 16                                              |
| 04                                              | Polen                                           | 4                                               | 5                                               | 3                                               | 12                                              |
| 05                                              | Vereinigtes Königreich                          | 3                                               | 3                                               | 3                                               | 9                                               |
| 06                                              | Türkei                                          | 3                                               | 0                                               | 0                                               | 3                                               |
| 07                                              | Italien                                         | 2                                               | 2                                               | 4                                               | 8                                               |
| 08                                              | Rumänien                                        | 2                                               | 1                                               | 1                                               | 4                                               |
| 09                                              | Schweden                                        | 2                                               | 1                                               | 0                                               | 3                                               |
| 10                                              | Niederlande                                     | 2                                               | 0                                               | 1                                               | 3                                               |
| 11                                              | Spanien                                         | 1                                               | 4                                               | 2                                               | 7                                               |
| 12                                              | Bulgarien                                       | 1                                               | 2                                               | 0                                               | 3                                               |
| 13                                              | Belarus                                         | 1                                               | 1                                               | 0                                               | 2                                               |
| 14                                              | Ungarn                                          | 1                                               | 0                                               | 2                                               | 3                                               |
| 14                                              | Slowenien                                       | 1                                               | 0                                               | 1                                               | 2                                               |
| 16                                              | Litauen                                         | 1                                               | 0                                               | 1                                               | 2                                               |
| 16                                              | Schweiz                                         | 1                                               | 0                                               | 1                                               | 2                                               |
| 18                                              | Kroatien                                        | 1                                               | 0                                               | 0                                               | 1                                               |
| 18                                              | Serbien                                         | 1                                               | 0                                               | 0                                               | 1                                               |
| 20                                              | Ukraine                                         | 0                                               | 3                                               | 5                                               | 8                                               |
| 21                                              | Tschechien                                      | 0                                               | 3                                               | 1                                               | 4                                               |
| 22                                              | Belgien                                         | 0                                               | 3                                               | 0                                               | 3                                               |
| 23                                              | Dänemark                                        | 0                                               | 1                                               | 1                                               | 2                                               |
| 24                                              | Finnland                                        | 0                                               | 1                                               | 0                                               | 1                                               |
| 24                                              | Israel                                          | 0                                               | 1                                               | 0                                               | 1                                               |
| 24                                              | Luxemburg                                       | 0                                               | 1                                               | 0                                               | 1                                               |
| 27                                              | Österreich                                      | 0                                               | 0                                               | 1                                               | 1                                               |
| 27                                              | Estland                                         | 0                                               | 0                                               | 1                                               | 1                                               |
| 27                                              | Georgien                                        | 0                                               | 0                                               | 1                                               | 1                                               |
| Gesamt                                          | Gesamt                                          | 44                                              | 44                                              | 45                                              | 133                                             |

## Abkürzungen
- WR = Weltrekord
- WU20R = U20-Weltrekord
- OR = olympischer Rekord
- YOR = olympischer Jugendrekord
- AR = Kontinentalrekord
- AU20R = U20-Kontinentalrekord
- NR = nationaler Rekord
- NU20R = nationaler U20-Rekord
- CR = Meisterschaftsrekord
- MR = Veranstaltungsrekord
- WB = Weltbestleistung
- WU20B = U20-Weltbestleistung
- WU18B = U18-Weltbestleistung
- AB = Kontinentalbestleistung
- AU20B = U20-Kontinentalbestleistung
- AU18B = U18-Kontinentalbestleistung
- NB = nationale Bestleistung
- NU20B = nationale U20-Bestleistung
- NU18B = nationale U18-Bestleistung
- PB = persönliche Bestleistung
- SB = persönliche Saisonbestleistung
- QB = Qualifikationsbestleistung
- WL = Weltjahresbestleistung
- WU20L = U20-Weltjahresbestleistung
- WU18L = U18-Weltjahresbestleistung
- DSQ = disqualifiziert (engl. Disqualified)
- DNS = Wettkampf nicht angetreten (engl. Did Not Start)
- DNF = Wettkampf nicht beendet (engl. Did Not Finish)